# Tømrer
En tømrer er en håndværker, også kaldt træsmed, der udfører tømrerarbejde. Der er meget tømmerarbejde i bindingsværkshuse. Tømrerens værktøj er økse og/eller en sav i modsætning til snedkeren, hvis fornemste værktøj er høvlen.
Ud over bygningstømrere er der skibstømrere.
Man skelner mellem tømrere og snedkere, selv om de fleste tømrerfirmaer i dag udfører både tømrer- og snedkerarbejde. Snedkere beskæftiger sig primært med de lidt finere og detaljerede arbejder som møbler (møbelsnedker) eller inventar i bygninger, herunder vinduer, døre, køkkener osv. (bygningssnedker).